# Jakub Zdzisław Lichański
Jakub Zdzisław Lichański (ur. 25 lipca 1946 w Warszawie) – polski historyk literatury i kultury, profesor doktor habilitowany, teoretyk i praktyk w zakresie retoryki, krytyk literacki.

## Biografia
Urodził się jako syn Stefana Lichańskiego, krytyka literackiego i tłumacza, oraz Aliny z Grefkowiczów, bibliotekarki. Naukę w szkole średniej rozpoczął w XXII Liceum Ogólnokształcącym im. J. Marti w Warszawie, a od 1963 r. kontynuował w XXXIX Liceum Ogólnokształcącym im. Ludowego Lotnictwa Polskiego. W 1964 uzyskał świadectwo dojrzałości.
Przez rok studiował geofizykę na Uniwersytecie Warszawskim, po czym w 1965 rozpoczął studia polonistyczne na tejże uczelni. W 1970 otrzymał dyplom magistra filologii polskiej i podjął pracę w Bibliotece Narodowej w Zakładzie Starych Druków. Pracę doktorską Artyzm prozy Łukasza Górnickiego (promotor prof. dr hab. Janusz Pelc) obronił w 1974 na UW. W latach 1974–1975 zatrudniony był w Muzeum Literatury im. A. Mickiewicza w Warszawie. W 1975 został członkiem Polskiego Towarzystwo Filologicznego. W 1976–1980 był adiunktem w Zakładzie Literatury Staropolskiej Instytutu Filologii Polskiej UW. Zajmował się historią i teorią retoryki w Polsce i badał europejskie tło tej dyscypliny. W 1983 powrócił do pracy w Bibliotece Narodowej, gdzie do 1991 zajmował stanowisko kierownika Działu Zbiorów Specjalnych; w 1984–1988 jako stypendysta tejże placówki prowadził badania na Królewskim Uniwersytecie w Uppsali, m.in. poświęcone księgozbiorom wywiezionym z Polski po potopie szwedzkim w XVII w. W 1983–1985 wykładał równocześnie na Uniwersytecie Łódzkim. W 1988–1989 był członkiem redakcji wydawanego w Szwecji i adresowanego dla Polaków za granicą miesięcznika „Relacje”. Od 1989 jest członkiem International Society of the History of Rhetoric.  W 1990 wznowił etatowe zajęcia, początkowo w filii UW w Białymstoku, a od 1991 na UW w Zakładzie Teorii Literatury i Poetyki w Instytucie Literatury Polskiej. Habilitował się w 1993 na podstawie rozprawy Retoryka. Historia i praktyka od średniowiecza do baroku. W 1997 otrzymał na UW stanowisko profesora. W tymże roku objął w Bibliotece Narodowej stanowisko dyrektora, które piastował do 1998. Prowadził wykłady z zakresu historii literatury I Rzeczypospolitej także na Wydziale Filologii Polskiej w Wyższej Szkole Humanistycznej im. Aleksandra Gieysztora w Pułtusku (1996–1998) oraz z retoryki prawa w Europejskiej Wyższej Szkole Prawa i Administracji w Warszawie (1998–2001). Był współorganizatorem i zarazem pierwszym przewodniczącym powołanego w 2000 Polskiego Towarzystwa Retorycznego. W 2001 został kierownikiem Pracowni Badań Historii i Teorii Retoryki w Instytucie Literatury na UW. Od 2007 jest kierownikiem Zakładu Retoryki i Medialnych Technik Przekazu (obecnie Retoryki i Mediów) w Instytucie Polonistyki Stosowanej UW; w latach 2006–2011 pracował w Wyższej Szkole Dziennikarskiej im. M. Wańkowicza. W 2004 wszedł w skład Komisji Żywego Słowa Rady Języka Polskiego przy Prezydium Polskiej Akademii Nauk. W latach 1994–2015 należał do grona współautorów wielotomowego słownika „Historisches Wörterbuch der Rhetorik”, wydawanego od 1992 w Tybindze. Od 2004 jest redaktorem naczelnym pisma „Forum Artis Rhetoricae”. Brał udział w wielu krajowych i międzynarodowych konferencjach naukowych i kongresach retorycznych; był gościem w dawnej Katedrze Bizantynistyki i Literatury Nowogreckiej Uniwersytetu Ludwika i Maksymiliana w Monachium. Brał i bierze udział w grantach, w tym grantach międzynarodowych. Prowadził również badania z zakresu literatury i kultury popularnej, interesując się zwłaszcza recepcją twórczości J.R.R. Tolkiena w Polsce oraz prowadzi zajęcia z tego zakresu.  W 2003 otrzymał tytuł naukowy profesora; w 2007 został powołany na stanowisko profesora zwyczajnego na UW.

## Publikacje (w wyborze)
- Andreas Gryphius i Mikołaj Sęp Szarzyński. Z problemów komparatystyki typologicznej. W: Literatura staropolska i jej związki europejskie. Wr. 1973 s. 241-261.
- Łukasz Górnicki. [Szkic]. Wr.; Kr.: Ossol. 1982, 46 s. PAN. Oddz. w Kr.  Nauka dla Wszystkich, 352.
- Szlakami Jana Kochanowskiego. [Przewodnik]. Wwa: Wydawn. PTTK „Kraj” 1985, 69 s. Szlakiem Wielkich Ludzi, Wydarzeń, Zabytków Kultury.
- Wtajemniczenia i refleksje. Szkic monograficzny o Janie Parandowskim. Łódź: WŁ 1986, 141 s.
- Aleksander Fredro „Śluby panieńskie”. Wwa: Jota 1990, 38 s. Przewodnik po lekturach.
- Średniowieczne rękopisy astrologiczne w zbiorach Biblioteki Narodowej. „Rocz. Bibl. Nar.” 1990 [wyd. 1993] t. 26 s. 5-24.
- Kancjonał Jerzego Waziańskiego. W: Z badań nad dawną książką. T. 1. Wwa 1991 s. 251-267.
- Polskie badania nad retoryką. Stan i potrzeby. Wwa: [Druk] Arwil 1992, 47 s. Praca wykonana w Zakładzie Teorii Literatury i Poetyki Wydziału Polonistyki UW. Przedr. zmien. pt. Stan i potrzeby polskich badań nad retoryką zob. poz. 9.
- Retoryka. Od średniowiecza do baroku. Teoria i praktyka. Wwa: Wydawn. Nauk. PWN 1992, 349 s.
- Zarys historii retoryki. Od początku do upadku cesarstwa bizantyjskiego. [Autorzy:] H. Cichocka, …. [Współwyd. z:] R. Volkmann: Wprowadzenie do retoryki. Przeł. L. Bobiatyński. Tłum.  przejrz. i przyp. opatrzyli: H. Cichocka i … Wwa: Wydawn. UW 1993 s. 1-106, 107-233 s. Wyd. 2 popraw. [ze rozszerz. tytułem pracy współwyd.:] R. Volkmann: Wprowadzenie do retoryki Greków i Rzymian, tamże 1995.
- Herman Broch. [Szkic monograficzny]. Wwa: Semper 1994, 96 s.
- Reklama i retoryka. W: Polszczyzna a/i Polacy u schyłku XX wieku. Wwa 1994 s. 299-316.
- Mesiada Wespazjana Kochowskiego. W: Literatura polskiego baroku – w kręgu idei. Lubl. 1995 s.167-191, przekł. ros.: Messiada Vespasiana Kokhovskogo. „Slavjanovedenie”, Moskva 1995 nr 1 s. 29-39.
- Co to jest retoryka? [Materiały pomocnicze dla szkół]. Kr.: Wydawn. Oddz. PAN 1996, 65 s. PAN. Oddz. w Kr. Nauka dla wszystkich, 475.
- Łukasz Górnicki. Sarmacki Castiglione. [Monografia]. Wwa: DiG 1998, 158 s.
- Retoryka. W: Literatura, teoria, metodologia. Wwa 1998 s. 292-330, wyd. nast. tamże: wyd. 2 rozszerz. 2002, wyd. 3 zmien. i uzup. 2006 [nowa wersja art.]; przekł. ukr.: Ritorika. W: Literatura, teoria, metodologija,  [Przeł.] S. Jakovenko. Kiïv 2006 s. 470-517.
- „Dzikie pola” – polska wersja „Role Playing Games”. „Lit. i Kult. Popul.” 1999,  wyd. 2000 z. 8 s. 21-31. Acta Univ. Wratisl., 2158.
- Retoryka. Od renesansu do współczesności – tradycja i innowacja. [Studium monograficzne]. Wwa: DiG 2000 [właśc. 2001], 276 s.
- Jak opowiada się (opowiadanie) w komiksie, czyli jak opowiedzieć o przygodach Galla Asteriksa? W: Dialog, komparatystyka, literatura. Wwa 2002 s. 507-522.
- Bizancjum w literaturze polskiej. Bizantyńskie biblioteki. W: Encyklopedia kultury bizantyńskiej. Warszawa 2002 s. 78-81, 92-94.
- Opowiadania o... krawędzi epok i czasów Johna Ronalda Reuela Tolkiena, czyli metafizyka, powieść, fantazja. [Studium]. Wwa: DiG 2003, 200 s.
- Retoryka w Polsce. Studia o historii, nauczaniu i teorii w czasach I Rzeczypospolitej. Wwa: DiG 2003, 142 s.
- Lin Carter i jego badania nad J.R.R. Tolkienem. W: L. Carter: Tolkien – świat „Władcy Pierścieni”. Wwa 2003 s. 190-225 [posł.].
- Nauczania retoryki – problemy metodyczne. W: Nauczanie retoryki w teorii i praktyce. Wwa 2003 s. 11-29.
- O niezbędności retoryki. (Nauczanie retoryki w szkole – analiza podręczników). W: Uwieść słowem, czyli retoryka stosowana. Wwa 2003 s. 81-93.
- O sztuce kaznodziejskiej bpa Bronisława Dembowskiego. W: Retoryka na ambonie. Kr. 2003 s.157-176.
- Polsko-niemieckie związki literackie w dobie baroku. Analiza stanu badań i wnioski. W: Barok polski wobec Europy – kierunki dialogu. Wwa 2003 s. 289-315.
- Znaczenie – Modalność – Wartość. Prolegomena do nowoczesnej teorii retoryki. W: Od teorii literatury do ontologii świata. Tor. 2003 s. 253-271.
- Adam i Młyny [dot. twórczości K. Truchanowskiego]; Kazimierz Truchanowski – człowiek, pisarz myśliciel. W: Przymierzanie masek. Płock 2004 s. 10-34; 70-87.
- Stanisław Lem – filozof i pisarz. Dyskusja z lemologami. W: Stanisław Lem – pisarz, myśliciel, człowiek. Kr. 2004 s.76-89.
- Łukasz Górnicki – sarmacki Castiglione, czyli o problemach badań literatury i kultury I Rzeczypospolitej czasów renesansu. W: Łukasz Górnicki i jego włoskie inspiracje. Wwa 2005 s. 9-29.
- Relacje między kulturą wysoką a niską/popularną w literaturze. Glosy do dyskusji wraz z sugestiami metodologicznymi. W: Relacje między kulturą wysoką i popularną w literaturze, języku i edukacji. Lubl. 2005 s. 29-39.
- Quintilian vs Perelman: jedna czy wiele teorii retoryki oraz problemy argumentacji. „Forum Artis Rhetoricae” 2005 nr 1/2 s. 36-48.
- Związki retoryki i filozofii w tradycji nauczania jezuitów w wiekach XVI-XVII. Na marginesie Assertiones Rhetoricae…, Poznań 1577. W: Philosophia vitam alere. Kr. 2005 s. 389-402.
- Drama of Father Joseph Wallner about Boleslaw the Bold: sin, penance, and forgiveness in Neo-Latin drama and poetry in the second half of the 17th century. W: Pietas Humanistica. Neo-Latin religious poetry in Poland in European context. Frankfurt am Main  2006 s. 249-260.
- Oprawy książek ze zbiorów Biblioteki Collegium Societatis Iesu w Braniewie. Wstęp do badań. „Rocz. Bibl. Nar.” 2006 t. 37/38 s. 219-240.
- Retoryka i ekonomia – pole sporów i zastosowań. Tezy do dyskusji. „Forum Artis Rhetoricae” 2006 nr 1 s. 61-76.
- Retoryka w instytucjach polskiego życia społecznego. Próba oceny stanu i perspektywy badań oraz kształcenia. W: Retoryka w Polsce. Teoria i praktyka w ostatnim półwieczu. Szczec. 2006 s. 141-167.
- Dzieje retoryki i myśli retorycznej: ocena stanu badań, określenie perspektyw badawczych i próba oceny miejsca polskiej refleksji nad retoryką w perspektywie komparatystycznej. W: Perspektywy polskiej retoryki. Pozn. 2007, s. 7-35.
- Problemy metodyczne nauczania retoryki, czyli retoryka jako przedmiot dydaktyki uniwersyteckiej. Glossy do dyskusji. W: Literatura staropolska w dydaktyce uniwersyteckiej. Łódź 2007 s. 103-124.
- The book collection of the Jesuit College in Braniewo. History and description.  [Przeł. K. Diehl. W: J. Trypućko: The catalogue of book collection of the Jesuit College in Braniewo held in the University Library in Uppsala. Vol. 1. Wwa; Uppsala 2007 s. 41-68. Acta Bibliothecae R. Universitatis Upsaliensis  vol. 41 [wstęp].
- Puławy i Arkadia w „Ogrodach” Jacques’a Delille’a. Kilka nieznanych faktów tyczących Jacques’a Delille’a i jego kontaktów z ks. Izabelą Czartoryską oraz ks. Heleną Radziwiłłową. W: W stronę Francji… Z problemów literatury i kultury polskiego Oświecenia. Wwa 2007 [właśc. 2008] s. 286-295.
- Retoryka. Historia – teoria – praktyka. [Podręcznik].T. 1-2. Wwa: DiG 2007. T. 1. Historia i teoria retoryki, 237 s. T. 2. Retoryka praktyczna – ćwiczenia, 210 s.
- The Object vs. the Subject in Literary Research and the Issues of Ethics. W: Charles Taylor’s Vision of Modernity. Reconstructions and Interpretations. Cambridge 2009 s. 205-219.
- Wojciech Dieduszycki, sen., i Stanisław Wyspiański – dwie wizje mitologicznej przeszłości Polski. W: Stanisław Wyspiański. W labiryncie świata, myśli i sztuki. Kraków 2009 s. 107-115.
- “Theology of Liberation” and Its Tradition in Poland: the Church, Politics, and Rhetoric in 1981–1989 [wersja rozszerzona]. W: New Chapters in the History of Rhetoric. Leiden, Boston 2009 s. 599-609 [International Studies in the History of Rhetoric, I].
- Krytyka retoryczna – wprowadzenie do metody, “Zagadnienia Rodzajów Literackich” 2011, R. 54, z. 2, s. 267-301.
- Czy przekład jest możliwy? Kilka uwag związanych z praktyką translatorską. W: Rola tłumacza i przekładu w epoce wielokulturowości i globalizacji, pod red. M. Ganczara i P. Wilczka, Katowice: „Śląsk” 2012, s. 119–140.
- Problemy tłumaczeń naukowych. Analiza wybranych przykładów. W: Tłumacz i przekład – wyzwania współczesności, pod red. M. Ganczara i P. Wilczka, Katowice: „Śląsk” 2013, s. 149–168.
- Retoryka i władza. Uwagi na marginesie książki sir Bertranda Russella „Władza. Nowa analiza społeczna”. W: Między przymusem a akceptacją. Meandry władzy w literaturze i kulturze popularnej, Wrocław: Prac. Lit. i Kult. Popularnej oraz Nowych Mediów 2014, s. 9-24.
- Retoryka – argumentacja. Prolegomena do logiki rozumowań o przesłankach niepewnych. W: Pragmatyka. Retoryka. Argumentacja. Obrazy języka i dyskursu w naukach humanistycznych, Kraków: Universitas 2014, s. 19-42.
- „Niobe” Konstantego Ildefonsa Gałczyńskiego. „Ty jesteś moja światłość świata…”. Kraków: Universitas, 2015, 232 s.
- Hermanna Brocha analiza faszyzmu. W: Acta Universitatis Lodziensis. Folia Litteraria Polonica 41, no. 3/2018, s. [7]–26 (współautor: Maciej Ganczar).[3]
- Filologia – Filozofia – Retoryka. Wprowadzenie do badań (nie tylko) literatury popularnej, Wwa, DiG, 2017, 288 s.
- W poszukiwaniu najlepszych form komunikacji, czyli dlaczego wciąż jest nam potrzebna retoryka?, Kraków, Coll. Columbinum, 2017, 253 s.
- Niepopularnie o popularnej. O narzędziach badań literatury, Wwa, Wyd. Drugie, 2018, 432 s.

## Przekłady
- D. Day: Bestiariusz Tolkienowski. Przeł.: R. Giedrojć, J. Kokot, J.Z. Lichański, Pozn.: Zysk i S-ka [1996], 223 s., LXIV s. tabl. Wyd. nast. tamże 2001.
- J.R.R. Tolkien: Mythopoeia. W: tenże, Drzewo i liść oraz Mythopoeia. Wstęp: Ch. Tolkien. Przeł.: J. Kokot, J.Z. Lichański, K. Sokołowski. Wyd. 2. Pozn.: Zysk i S-ka 2000, s. 101-109.
- W.C. Booth: Moje życie z retoryką: od niechęci do obsesji. W: W. Joost, W. Olmsted. Wyd. Retoryka i krytyka retoryczna. Kompendium retoryczne. Tłum zbiorowe. Red. nauk. wyd. polskiego J.Z. Lichański, Wwa: ŁośGraf. 2012, s. 524-534.
- J.R. Walker, Ponowne odkrycie retoryki: klasyczny kanon w dobie komputerów, “Forum Artis Rhetoricae” 2004, 1(1), 84-93 [za zgodą Autorki]
- S.K. Foss, Krytyka retoryczna jako zadawanie pytań, “Forum Artis Rhetoricae” 2016, 47 (4), 70-79 [za zgodą Autorki]
- Q. Cornificius, Rhetorica ad Herennium, „Forum Artis Rhetoricae” 2019, 57 (2), 172 s.
- E. Bernays, Propaganda. W: Retoryka I manipulacja. Propaganda, t. 2, red. J.Z. Lichański, DiG, Warszawa 2020, s.  27-76 (Propaganda i manipulacja: komentarz retoryczny oraz próba spojrzenia syntetyzującego – Edward Bernays, Propaganda: omówienie wraz z komentarzem [wraz z obszernymi fragmentami pracy Bernaysa]).

## Prace redakcyjne
- A. Karwowska-Bajdor: Stanisław Wyspiański – poeta malarz. Wystawa w roku poprzedzającym 70-lecie śmierci artysty. Muzeum Literatury im. A. Mickiewicza w Warszawie, marzec-czerwiec 1976. [Katalog]. Oprac. katalogu:  A. Bajdor, W. Chmurzyński, J.Z. Lichański, Wwa: Muzeum  Literatury im. A. Mickiewicza 1976, 22, [1] s., [24] k. tabl.
- M. Sęp-Szarzyński: Poezje wybrane. Wyboru dokonał i oprac. J.Z. Lichański, Wwa: LSW 1976, 151. Bibl. Poetów.
- O zwyczaju bitwy morskiej. Wybór, oprac. i wstęp J.Z. Lichański, Gdańsk: WM 1983 [właśc. 1984], 235 s.
- Apophtegmata. [Aforyzmy]. Wyboru dokonał, wstępem i przyp. opatrzył J.Z. Lichański, Wwa: LSW 1985, 78 s.
- M.K. Sarbiewski: Poezje wybrane. Wybór i wstęp [oraz nota biogr.] J.Z. Lichański, Wwa: LSW 1986, 109 s. Bibl. Poetów Exlibris.
- Prace badawcze i bibliograficzne nad zbiorami rzadkich i cennych książek i dokumentów = Issledovatel’skie i bibliografičeskie trudy po izučeniju kollekcij redkich i osobo cennych  knig i dokumentov. Materiały z seminarium polsko-radzieckiego. Warszawa, 8-10 października 1985. Red. nauk.: H. Bułhak, J.Z. Lichański, Wwa:  Bibl. Nar. 1991, 215, [5] s. Ser. Pr. Działu Zbiorów Spec. Bibl. Nar. = Trudy Otdela Specfondov Nacional’noj Biblioteki, t. 2.
- R. Volkmann: Wprowadzenie do retoryki. Przeł. L. Bobiatyński. Tłum.  przejrz. i przyp. opatrzyli: H. Cichocka i J.Z. Lichański [Współwyd. z:] H. Cichocka, J.Z. Lichański: Zarys historii retoryki. Wwa: Wydawn. UW 1993 s. 107-233 s. Wyd. 2 popraw. tamże 1995. Zob. Twórczość poz. 10.
- Ecriture = Pisanie. Materiały z konferencji polsko-francuskiej. Warszawa, październik 1992. Red.:  Z. Mitosek, J.Z. Lichański, Wwa: DiG 1995, 159 s.
- Nauka z poezji Macieja Kazimierza Sarbiewskiego. Praca zbiorowa pod red. J. Bolewskiego, J.Z. Lichańskiego i P. Urbańskiego. Wwa: Bobolanum 1995, 256 s.
- O retoryce.  Wybrane zagadnienia z teorii literatury. [Materiały dydaktyczne]. Wyboru dokonał [i oprac.] J.Z. Lichański, Wwa: Wydawn. UW 1995, 233 s. Z prac Inst. Filologii Pol. UW. Materiały do ćwiczeń.
- M.K. Sarbiewski: Wybór wierszy. Wybór, wstępy i oprac.: J.Z. Lichański, P. Urbański.  Kr.: WAM 1995, 97 s.
- J.R.R. Tolkien – recepcja polska. Studia i eseje. Red. nauk. J.Z. Lichański, Wwa: Wydawn. UW 1996, 237 s.
- Pułtuskie Kolegium Jezuickie. Ludzie i idee. Red. nauk. J.Z. Lichański, Wwa; Pułtusk: Wyższa Szkoła Hum. w Pułtusku [1996], 184 s.
- Między oświeceniem i romantyzmem. Kultura polska około 1800 roku. IV polsko-niemiecka konferencja polonistyczna. Red. nauk.: J.Z. Lichański, przy współudz. B. Schultze, H. Rothego. Wwa: DiG 1997, 468 s.
- Retoryka i badania literackie. Rekonesans. Red. nauk. J.Z. Lichański, Wwa: Wydaw. UW 1997, 254 s.
- Nauczanie retoryki w teorii i praktyce. Pod red. J.Z. Lichańskiego i E. Lewandowskiej Tarasiuk. Wwa: Akad. Pedagogiki Spec. 2003, 224 s.
- Uwieść słowem, czyli retoryka stosowana. Red. nauk. [i wstęp] J.Z. Lichański, Pol. Tow. Retoryczne; UW. Inst. Filologii Pol. Pracownia Badań Historii i Teorii Retoryki. Wwa: DiG  2003, 300 s.
- Maciej Kazimierz Sarbiewski i jego epoka. Próba syntezy. Pod red. [i ze wstępem] J.Z. Lichańskiego, Pułtusk: Akad. Hum. im. A. Gieysztora 2006, 270 s. Ser. z Ostem. Wyższa Szkoła Hum. im. A. Gieysztora. Wydz. Filologii Pol.
- A. Jakuboze, M.E. Pobieżyńska, M. Zaczek: Baśń, oralność, zagadka. Studia. Red. nauk. J.Z. Lichański, Wwa:  DiG  2007, 378 s. Studia i Materiały. Pracownia Badań Historii i Teorii Retoryki. Wydz. Polonistyki UW, t. 1.
- M. Grabowski: Spisek Michała Chrościńskiego „Opisanie Ciekawe Gór Tatrów” jako pierwszy przewodnik tatrzański. Red. nauk. J.Z. Lichański, Wwa:  DiG  2012, 140 s. Studia i Materiały. Pracownia Badań Historii i Teorii Retoryki. Wydz. Polonistyki UW, t. 2.
- W. Joost, W. Olmsted. Wyd. Retoryka i krytyka retoryczna. Kompendium retoryczne. Tłum zbiorowe. Red. nauk. wyd. polskiego J.Z. Lichański, Wwa: ŁośGraf. 2012, 556 s.
- K. Dobrowolska:  Budowniczy złotych mostów. Leśmian i retoryczna krytyka metafor. Red. nauk. J.Z. Lichański, Wwa:  DiG  2014, 264 s. Studia i Materiały. Pracownia Badań Historii i Teorii Retoryki. Wydz. Polonistyki UW, t. 3.